# Dominique Bouhours
Pour les articles homonymes, voir Bouhours.
Dominique Bouhours, né le 15 mai 1628 à Paris où il est mort le 27 mai 1702, est un prêtre jésuite, grammairien, biographe et apologiste français.
Se voulant continuateur de Vaugelas, il a exercé une influence non négligeable sur des auteurs tels que Boileau, La Bruyère et Racine, qui lui envoyait ses pièces à corriger. D'autres lui ont reproché son esprit puriste.

## Biographie
Il entre à l'âge de 16 ans chez les jésuites. Il fera ses humanités à Paris puis sa rhétorique à Tours. Sa formation terminée il est envoyé pour enseigner les humanités au collège de Clermont à Paris et devient pour un temps le précepteur des fils du duc de Longueville et du marquis de Seignelay, fils de Colbert.
Sa carrière littéraire commence en 1668. Et sa vie comme ses ouvrages seront désormais partagés entre l'Église et le monde : d'un côté les œuvres pieuses et les polémiques contre les jansénistes, de l'autre les recueils de vers et les dissertations savantes sur le beau style. Il fréquenta beaucoup les salons littéraires de son époque, dont celui de Gaspard de Fieubet.
« Il vivait, écrit Voltaire, dans la meilleure compagnie de Paris ; je ne parle pas de la compagnie de Jésus, mais de celle des gens du monde les plus distingués par leur esprit et par leur savoir. Personne n’eut un style plus pur et plus éloigné de l’affectation : il fut même proposé dans l’Académie française de passer par-dessus les règles de son institution pour recevoir le P. Bouhours dans son corps. »
Les Pensées chrétiennes pour tous les jours de la semaine (1669) sera son véritable best-seller. L'ouvrage sera traduit en diverses langues y compris le turc en 1827 et le chinois en 1917.
Plusieurs de ses ouvrages sont consacrés à la défense des Remarques sur la langue française de Vaugelas et à l'éloge du français. Dans la deuxième partie de ses Entretiens d'Ariste et d'Eugène, livre violemment attaqué par Jean Barbier d'Aucour dans ses Sentiments de Cléante sur les Entretiens d'Ariste et d'Eugène mais qui connaîtra un vif succès dans toute l'Europe jusqu'à la Révolution, il écrit par exemple : « De toutes les prononciations, la nôtre est la plus naturelle et la plus unie. Les Chinois et presque tous les peuples de l’Asie chantent ; les Allemands râlent ; les Espagnols déclament ; les Italiens soupirent ; les Anglais sifflent. Il n’y a proprement que les Français qui parlent. » Et encore : « Il n’y a guère de pays dans l’Europe où l’on n’entende le françois et il ne s’en faut rien que je ne vous avoue maintenant que la connaissance des langues étrangères n’est pas beaucoup nécessaire à un François qui voyage. Où ne va-t-on point avec notre langue ? » Aussi, dans sa Manière de bien penser, il revient longuement sur l'universalité de la langue française et la supériorité de l'esprit français, thèmes qui feront un siècle plus tard le bonheur de Rivarol et de ses émules.
Son ouvrage Doutes sur la langue française (1674) a été sévèrement critiqué par le grammairien Ménage. Cela n'a pas empêché sa renommée de s'étendre, bien au contraire. Bouhours se présentait comme « le maître à penser et à écrire de sa génération » et « était lié avec Boileau, La Fontaine et Racine, dont il corrigeait les pièces ». Près de deux siècles plus tard, dans ses Contemplations, Victor Hugo critiquera violemment Bouhours pour avoir contribué à imposer à la langue le carcan du bon usage : 
Au panier les Bouhours, les Batteux, les Brossettes!
À la pensée humaine ils ont mis les poucettes.
Les écrits de Bouhours sont toutefois précieux pour l'éclairage qu'ils fournissent sur les idées du temps et la sagacité avec laquelle celui-ci identifie les mots pourvus d'une nouvelle acception ainsi que les mots à la mode.

### Mort
Une anecdote veut qu'au moment de sa mort, il ait déclaré : « Je m'en vais, je m'en vas, l'un ou l'autre se dit, l'un ou l'autre se disent. » Mais ces dernières paroles sont également attribuées à Vaugelas, et Georges Doncieux y voit « une sottise, bonne pour orner les almanachs ».

## Liste de ses Œuvres
- Recueil de diverses pièces sur les questions du temps, 1668
- Les Entretiens d'Ariste et d'Eugène. Dialogues, 1671 lire en ligne sur Gallica ; réédition Bernard Beugnot, Gilles Declercq (éds.), Honoré Champion, 2003  (ISBN 2-7453-0798-3)
- Sentimens chrétiens pour entretenir la dévotion durant la journée, 1673
- Doutes sur la langue française, proposés à Messieurs de l'Académie française par un gentilhomme de province, 1674 lire en ligne sur Gallica ; réédition, 1972
- Remarques nouvelles sur la langue françoise, 1675 (Réédition 1972) Texte en ligne
- Histoire de Pierre d'Aubusson, grand maître de Rhodes, 1676 Texte en ligne
- La Vie de saint Ignace, fondateur de la Compagnie de Jésus, 1679 Texte en ligne
- Vie de saint Francois Xavier, apôtre des Indes et du Japon, 1682 Texte en ligne
- Les Pensées chrétiennes pour tous les jours du mois, 1669 (rééd. 2022, Via Romana) (lire en ligne).
- Opuscules sur divers sujets, 1684 lire en ligne sur Gallica
- La Vie de Mme de Bellefont, supérieure et fondatrice du monastère des religieuses Bénédictines de Nostre-Dame des Anges, 1686 ; réédition, 1971
- La Manière de bien penser dans les ouvrages d'esprit, 1687 lire en ligne sur Gallica ; réédition, 1974
- Lettres à une dame de province sur les « Dialogues d'Eudoxe et de Philanthe », 1688 lire en ligne sur Gallica
- Pensées ingénieuses des anciens et des modernes, 1689 lire en ligne sur Gallica
- Sentiment des Jésuites touchant le péché philosophique, 1690
- Suite des Remarques nouvelles sur la langue françoise, 1693 lire en ligne sur Gallica
- Recueil de vers choisis, 1693 Texte en ligne
- Le Nouveau Testament de Nostre Seigneur Jesus-Christ, traduit en françois selon la Vulgate, 1697-1703
- Pensées ingénieuses des Pères de l'Église, 1700 Texte en ligne